# Selenito
L'anione selenito è un ossoanione del selenio con formula chimica SeO2−3.I composti detti seleniti sono quelli contenenti questo ione.
In condizioni leggermente acide, si forma lo ione idrogenoselenito, HSeO−3; in condizioni più acide si forma l'acido selenioso, H2SeO3. Vedi Categoria:Seleniti per una lista dei suoi composti.

## Struttura
Lo ione selenito ha forma piramidale e l'atomo del selenio è il vertice della piramide. Le distanze tra gli atomi di selenio e ossigeno sono di 172 pm. Nella struttura dell'anione selenito, l'atomo del selenio ha un doppietto solitario, che permette allo ione selenito di comportarsi come ligando anche con l'atomo di selenio, oltre che con quello di ossigeno, e ciò si riflette sulle strutture cristalline dei seleniti metallici.

## Sintesi
I seleniti possono essere preparati neutralizzando l'acido selenioso con ossidi metallici o idrossidi. La maggior parte dei seleniti salini può essere formata riscaldando il relativo ossido di metallo con diossido di selenio, per esempio:
Na2O + SeO2 → Na2SeO3.
I seleniti sono utilizzati tra l'altro nei fertilizzanti e il selenito di sodio, selenito di bario nella fabbricazione del vetro.